# Вашлиани
Вашлиани (груз. ვაშლიანი) — село в Грузии. Находится в Сагареджойском муниципалитете края Кахетия. Высота над уровнем моря составляет 1050 метров. Население — 19 человека (2014).